# Karim Bagheri
Karim Bagheri, född 20 februari 1974 i Tabriz, Iran, är en iransk före detta fotbollsspelare.
Klubbar han har varit i är Al Nasr (Förenade Arabemiraten) Al Sadd (Qatar), Charlton Athletic (England), Arminia Bielefeld (Tyskland), Al Nasr (Förenade Arabemiraten), Persepolis Teheran, Keshavarz Tehran samt Teraktorsazi Tabirz, de senare i Iran.
Debuterade i det iranska landslaget den 3 oktober 1992 och slutade där den 20 november 2002 men kom tillbaka och spelade några matcher 2008-2009. Den 9 januari 2009 gjorde Bagheri sitt 50:e landslagsmål.